# Liste des membres du VIe Senedd

Composition du VIe Senedd par groupes politiques au 12 mai 2021.
Plaid Cymru : 13 sièges
Parti travailliste : 30 sièges
Conservateurs : 16 sièges
Non-inscrite : 1 siège

Cet article dresse, par ordre alphabétique, la liste des membres de la VIe Senedd, ouvert le 8 mai 2021. Les membres du Senedd (Members of the Senedd en anglais et Aelodau o’r Senedd en gallois) sont élus à l’occasion des quatrièmes élections générales et sixièmes élections du Parlement gallois tenues le 6 mai 2021.

## Groupes
| Groupe (appellations en anglais et en gallois) | Groupe (appellations en anglais et en gallois)                   | Statut vis-à-vis du gouvernement | Statut vis-à-vis du gouvernement |
| Groupe (appellations en anglais et en gallois) | Groupe (appellations en anglais et en gallois)                   | Position                         | Période                          |
| ---------------------------------------------- | ---------------------------------------------------------------- | -------------------------------- | -------------------------------- |
|                                                | Parti travailliste gallois Welsh Labour / Llafur Cymru           | Participation - (I - II)         | Depuis 2021                      |
|                                                | Conservateurs gallois Welsh Conservatives / Y Ceidwadwyr Cymreig | Opposition                       | Depuis 2021                      |
|                                                | Plaid Cymru The Party of Wales / Plaid Cymru                     | Opposition                       | Depuis 2021                      |

## Liste
| Membre                   | Membre             | Modalités d’élection                    | Modalités d’élection | Modalités d’élection | Groupe | Groupe             | Mandat                           |
| Identité                 | Date de naissance  | Division électorale                     | Type                 | Date                 | Groupe | Groupe             | Mandat                           |
| ------------------------ | ------------------ | --------------------------------------- | -------------------- | -------------------- | ------ | ------------------ | -------------------------------- |
| Rhys ab Owen ,           |                    | South Wales Central                     | Région               | 6 mai 2021           |        | Non-inscrit        | En fonction depuis le 8 mai 2021 |
| Mick Antoniw ,           | 1er septembre 1954 | Pontypridd                              | Circonscription      | 5 mai 2011           |        | Parti travailliste | En fonction depuis le 8 mai 2021 |
| Mabon ap Gwynfor ,       |                    | Dwyfor Meirionnydd                      | Circonscription      | 6 mai 2021           |        | Plaid              | En fonction depuis le 8 mai 2021 |
| Rhun ap Iorwerth ,       | 27 août 1972       | Ynys Môn                                | Circonscription      | 1er août 2013        |        | Plaid              | En fonction depuis le 8 mai 2021 |
| Natasha Asghar ,         |                    | South Wales East                        | Région               | 6 mai 2021           |        | Conservateurs      | En fonction depuis le 8 mai 2021 |
| Hannah Blythyn ,         | 17 avril 1979      | Delyn                                   | Circonscription      | 5 mai 2016           |        | Parti travailliste | En fonction depuis le 8 mai 2021 |
| Dawn Bowden ,            | 14 février 1960    | Merthyr Tydfil and Rhymney              | Circonscription      | 5 mai 2016           |        | Parti travailliste | En fonction depuis le 8 mai 2021 |
| Jayne Bryant ,           |                    | Newport West                            | Circonscription      | 5 mai 2016           |        | Parti travailliste | En fonction depuis le 8 mai 2021 |
| Cefin Campbell ,         |                    | Mid and West Wales                      | Région               | 6 mai 2021           |        | Plaid              | En fonction depuis le 8 mai 2021 |
| Hefin David ,            | 13 août 1977       | Caerphilly                              | Circonscription      | 5 mai 2016           |        | Parti travailliste | En fonction depuis le 8 mai 2021 |
| Alun Davies ,            | 12 février 1964    | Blaenau Gwent                           | Circonscription      | 3 mai 2007           |        | Parti travailliste | En fonction depuis le 8 mai 2021 |
| Andrew R. T. Davies ,    | 8 avril 1968       | South Wales Central                     | Région               | 4 mai 2007           |        | Conservateurs      | En fonction depuis le 8 mai 2021 |
| Gareth Davies ,          |                    | Vale of Clwyd                           | Circonscription      | 6 mai 2021           |        | Conservateurs      | En fonction depuis le 8 mai 2021 |
| Paul Davies ,            | 2 janvier 1969     | Preseli Pembrokeshire                   | Circonscription      | 3 mai 2007           |        | Conservateurs      | En fonction depuis le 8 mai 2021 |
| Jane Dodds ,             | 23 septembre 1963  | Mid and West Wales                      | Région               | 6 mai 2021           |        | Non-inscrite       | En fonction depuis le 8 mai 2021 |
| Mark Drakeford ,         | 19 septembre 1954  | Cardiff West                            | Circonscription      | 5 mai 2011           |        | Parti travailliste | En fonction depuis le 8 mai 2021 |
| James Evans ,            |                    | Brecon and Radnorshire                  | Circonscription      | 6 mai 2021           |        | Conservateurs      | En fonction depuis le 8 mai 2021 |
| Rebecca Evans ,          | 2 août 1976        | Gower                                   | Circonscription      | 5 mai 2016           |        | Parti travailliste | En fonction depuis le 8 mai 2021 |
| Janet Finch-Saunders ,   | 28 avril 1958      | Aberconwy                               | Circonscription      | 5 mai 2011           |        | Conservateurs      | En fonction depuis le 8 mai 2021 |
| Luke Fletcher ,          |                    | South Wales West                        | Région               | 6 mai 2021           |        | Plaid              | En fonction depuis le 8 mai 2021 |
| Peter Fox ,              |                    | Monmouth                                | Circonscription      | 6 mai 2021           |        | Conservateurs      | En fonction depuis le 8 mai 2021 |
| Heledd Fychan ,          |                    | South Wales Central                     | Région               | 6 mai 2021           |        | Plaid              | En fonction depuis le 8 mai 2021 |
| Russell George ,         | 27 avril 1974      | Montgomeryshire                         | Circonscription      | 5 mai 2011           |        | Conservateurs      | En fonction depuis le 8 mai 2021 |
| Vaughan Gething ,        | 15 mars 1974       | Cardiff South and Penarth               | Circonscription      | 5 mai 2011           |        | Parti travailliste | En fonction depuis le 8 mai 2021 |
| Tom Giffard ,            |                    | South Wales West                        | Région               | 6 mai 2021           |        | Conservateurs      | En fonction depuis le 8 mai 2021 |
| John Griffiths ,         | 19 décembre 1956   | Newport East                            | Circonscription      | 6 mai 1999           |        | Parti travailliste | En fonction depuis le 8 mai 2021 |
| Lesley Griffiths ,       | 8 janvier 1960     | Wrexham                                 | Circonscription      | 3 mai 2007           |        | Parti travailliste | En fonction depuis le 8 mai 2021 |
| Llyr Gruffydd ,          | 25 septembre 1970  | North Wales                             | Région               | 5 mai 2011           |        | Plaid              | En fonction depuis le 8 mai 2021 |
| Siân Gwenllian ,         | 19 juin 1956       | Arfon                                   | Circonscription      | 5 mai 2016           |        | Plaid              | En fonction depuis le 8 mai 2021 |
| Mike Hedges ,            | 8 juillet 1956     | Swansea East                            | Circonscription      | 5 mai 2011           |        | Parti travailliste | En fonction depuis le 8 mai 2021 |
| Vikki Howells ,          | 7 juin 1977        | Cynon Valley                            | Circonscription      | 5 mai 2016           |        | Parti travailliste | En fonction depuis le 8 mai 2021 |
| Altaf Hussain ,          | 31 juillet 1944    | South Wales West                        | Région               | 6 mai 2021           |        | Conservateurs      | En fonction depuis le 8 mai 2021 |
| Jane Hutt ,              | 15 décembre 1949   | Vale of Glamorgan                       | Circonscription      | 6 mai 1999           |        | Parti travailliste | En fonction depuis le 8 mai 2021 |
| Huw Irranca-Davies ,     | 22 janvier 1963    | Ogmore                                  | Circonscription      | 5 mai 2016           |        | Parti travailliste | En fonction depuis le 8 mai 2021 |
| Mark Isherwood ,         | 21 janvier 1959    | North Wales                             | Région               | 1er mai 2003         |        | Conservateurs      | En fonction depuis le 8 mai 2021 |
| Joel James ,             |                    | South Wales Central                     | Région               | 6 mai 2021           |        | Conservateurs      | En fonction depuis le 8 mai 2021 |
| Julie James ,            | 25 février 1958    | Swansea West                            | Circonscription      | 5 mai 2011           |        | Parti travailliste | En fonction depuis le 8 mai 2021 |
| Delyth Jewell ,          |                    | South Wales East                        | Région               | 8 février 2019       |        | Plaid              | En fonction depuis le 8 mai 2021 |
| Elin Jones ,             | 1er septembre 1966 | Ceredigion                              | Circonscription      | 6 mai 1999           |        | Plaid              | En fonction depuis le 8 mai 2021 |
| Laura Anne Jones ,       | 21 février 1979    | South Wales East                        | Région               | 6 juillet 2020       |        | Conservateurs      | En fonction depuis le 8 mai 2021 |
| Samuel Kurtz ,           |                    | Carmarthen West and South Pembrokeshire | Circonscription      | 6 mai 2021           |        | Conservateurs      | En fonction depuis le 8 mai 2021 |
| Jeremy Miles ,           |                    | Neath                                   | Circonscription      | 5 mai 2016           |        | Parti travailliste | En fonction depuis le 8 mai 2021 |
| Darren Millar ,          | 27 juillet 1976    | Clwyd West                              | Circonscription      | 3 mai 2007           |        | Conservateurs      | En fonction depuis le 8 mai 2021 |
| Eluned Morgan ,          | 16 février 1967    | Mid and West Wales                      | Région               | 5 mai 2016           |        | Parti travailliste | En fonction depuis le 8 mai 2021 |
| Julie Morgan ,           | 2 novembre 1944    | Cardiff North                           | Circonscription      | 5 mai 2011           |        | Parti travailliste | En fonction depuis le 8 mai 2021 |
| Sarah Murphy ,           |                    | Bridgend                                | Circonscription      | 6 mai 2021           |        | Parti travailliste | En fonction depuis le 8 mai 2021 |
| Lynne Neagle ,           | 18 janvier 1968    | Torfaen                                 | Circonscription      | 6 mai 1999           |        | Parti travailliste | En fonction depuis le 8 mai 2021 |
| Peredur Owen Griffiths , |                    | South Wales East                        | Région               | 6 mai 2021           |        | Plaid              | En fonction depuis le 8 mai 2021 |
| Rhianon Passmore ,       |                    | Islwyn                                  | Circonscription      | 5 mai 2016           |        | Parti travailliste | En fonction depuis le 8 mai 2021 |
| Adam Price ,             | 23 septembre 1968  | Carmarthen East and Dinefwr             | Circonscription      | 5 mai 2016           |        | Plaid              | En fonction depuis le 8 mai 2021 |
| Jenny Rathbone ,         | 12 février 1950    | Cardiff Central                         | Circonscription      | 5 mai 2011           |        | Parti travailliste | En fonction depuis le 8 mai 2021 |
| David Rees ,             | 17 janvier 1957    | Aberavon                                | Circonscription      | 5 mai 2011           |        | Parti travailliste | En fonction depuis le 8 mai 2021 |
| Sam Rowlands ,           |                    | North Wales                             | Région               | 6 mai 2021           |        | Conservateurs      | En fonction depuis le 8 mai 2021 |
| Jack Sargeant ,          | 9 avril 1994       | Alyn and Deeside                        | Circonscription      | 6 février 2018       |        | Parti travailliste | En fonction depuis le 8 mai 2021 |
| Ken Skates ,             | 2 avril 1976       | Clwyd South                             | Circonscription      | 5 mai 2011           |        | Parti travailliste | En fonction depuis le 8 mai 2021 |
| Lee Waters ,             | 12 février 1976    | Llanelli                                | Circonscription      | 5 mai 2016           |        | Parti travailliste | En fonction depuis le 8 mai 2021 |
| Carolyn Thomas ,         |                    | North Wales                             | Région               | 6 mai 2021           |        | Parti travailliste | En fonction depuis le 8 mai 2021 |
| Joyce Watson ,           | 2 mai 1955         | Mid and West Wales                      | Région               | 3 mai 2007           |        | Parti travailliste | En fonction depuis le 8 mai 2021 |
| Buffy Williams ,         |                    | Rhondda                                 | Circonscription      | 6 mai 2021           |        | Parti travailliste | En fonction depuis le 8 mai 2021 |
| Sioned Williams ,        |                    | South Wales West                        | Région               | 6 mai 2021           |        | Plaid              | En fonction depuis le 8 mai 2021 |